# Jakub Żabicki
Jakub Żabicki herbu Prawdzic (zm. po 1589 roku) – podkomorzy zakroczymski w 1574 roku.
Studiował na Akademii Krakowskiej w 1562 roku.
Poseł ziemi zakroczymskiej na sejm 1570 roku, sejm koronacyjny 1574 roku, poseł województwa mazowieckiego na sejm 1572 roku, sejm 1578 roku, poseł ziemi łomżyńskiej na sejm 1592 roku.
W 1575 roku podpisał elekcję Maksymiliana II Habsburga. 